# Трегубов Віктор Аркадійович
Віктор Аркадійович Трегубов (нар. 5 лютого 1985, м. Київ, Українська РСР) — український журналіст, блогер, публіцист та громадсько-політичний діяч.  Речник ОСУВ «Хортиця» (2025).
Співзасновник партії «Демократична Сокира». Головний редактор сайту «Петро і Мазепа» (2017—2019).

## Біографія
Народився у Києві 5 лютого 1985 року. Після середньої школи вступив до Інституту журналістики КНУ імені Тараса Шевченка, який закінчив у 2006 році, спеціальність — міжнародна журналістика. Окрім журналістської, має філософську (спеціалізація — соціальна філософія) та богословську (закінчив 2017 року, спеціалізація — історія Візантії), отримані на філософсько-теологічному факультеті Чернівецького національного університету імені Юрія Федьковича. Ще студентом, у 2004 році брав участь у подіях Помаранчевої революції, після чого почав працювати в медіа. Як політичний та міжнародно-політичний оглядач працював у виданнях «Вечірні Вісті», «Экономические известия», Газета 24, журналі «Главред» та газеті «Дзеркало тижня», співпрацював із сайтом «Слово і Діло», журналом «Фокус».
Брав участь у Революції Гідності.[джерело?] Під час цих подій став популярним блогером.
У 2015—2016 роках проходив службу в ЗСУ, маючи на початку звання молодшого лейтенанта. Учасник[джерело?] війни на сході України, старший лейтенант резерву. Відзначений грамотами Антитерористичного центру, командування та двох частин Сил Спеціальних Операцій України.[джерело?]
У лютому 2017 року став головним редактором інтернет-видання «Петро і Мазепа».
У 2018 році став співзасновником партії «Демократична Сокира» та телеведучим програми «БлогПост» на 5 каналі.
29 серпня 2019 року пішов з посади головного редактора «Петра і Мазепи», новим редактором став Максим Гадюкін.
На 2025 рік був речником ОСУВ «Хортиця».

## Політичні погляди
Свою політичну позицію загалом характеризує, як радикально-центристську — себто, як таку, що проголошує примат прагматизму над ідеологічними підходами[ангажоване джерело].
У контексті української політики характеризує себе правим лібералом, аргументуючи це переконанням, що саме праволіберальні політики необхідні для лікування сучасних українських політичних та економічних хвороб[первинне джерело].
Стверджує, що російська мова зародилась на території України та органічна для неї в тому числі через двомовність.

## Відзнаки
Згідно з рейтингом ICTV 2018 року, увійшов в топ-20 блогерів України.
У червні 2019 року потрапив до лонг-листа премії «Високі стандарти журналістики-2019» в категорії «За швидкий та якісний розвиток у професії».

## Хобі та творчість
Віктор Трегубов є затятим фанатом комп'ютерних ігор — деякий час, паралельно із журналістською та публіцистичною практикою, працював сценаристом у київській студії Corridasoft та спеціалістом з внутрішніх комунікацій у компанії Wargaming. В шкільні та ранні студентські роки публікувався у журналі «Мій комп'ютер ігровий».
Є співавтором книги «Наш Крим. Неросійські історії українського півострова», виданої Інститутом національної пам'яті, та «14 друзів хунти» — збірки оповідань учасників війни на сході України, волонтерів та переселенців.

### Інтерв'ю
- Марина Баранівська, Админка редактора. Виктор Трегубов: Если бы у меня был талант Кутепова, я бы делал патриотические видеоролики [Архівовано 4 серпня 2019 у Wayback Machine.](рос.) // detector.media, 18 липня 2017